# 犬上郡
犬上郡（日语：／ Inukami gun */?）是位於日本滋賀縣東部的郡。東側位於鈴鹿山脈的西側，西部位於湖東平原。
現轄有以下3町：
- 甲良町
- 多賀町
- 豐鄉町

在1879年實施郡區町村編制法時的轄區包括現在的甲良町、多賀町全部地區、彥根市的北半部地區、豐鄉町的東北半部地區。

## 歷史
過去在令制國時代屬於近江國，傳說過去日本武尊有一支後裔子孫「犬上君」長期以此為據點，「犬上」因而成為本地的地名。
17世紀江戶時代後整個犬上郡成為彥根藩的領地，同時中山道在郡內設有高宮宿。
19世紀末明治維新後，彥根藩在1871年實施廢藩置縣後設為彥根縣，不過在僅四個月之後的府縣整併中，郡內全數區域都被併入長濱縣，最初長濱縣縣廳雖然設於犬上郡內的彥根，但由於規劃未來將會把縣廳遷至坂田郡長濱，因而縣名命名為「長濱縣」，不過在縣廳完成遷移後，又決定再將縣廳遷回犬上郡內的彥根，因此依據犬上郡的郡名將長濱縣更名為犬上縣，不過僅半年後，犬上縣又與滋賀縣合併。
1879年實施郡區町村編製法時，正式設置近代的行政區劃「犬上郡」，並在彥根町（位於現在的彥根市）設置郡役所。

### 沿革

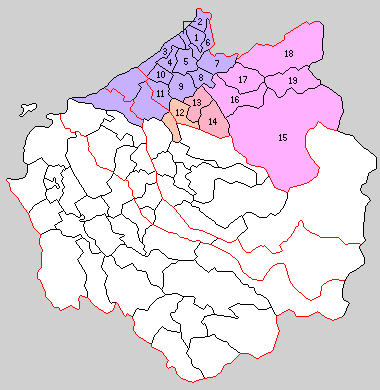
1889年犬上郡轄下的行政區劃：
1.彥根町、2.北青柳村、3.磯田村、4.南青柳村、5.福滿村、6.青波村、7.千本村、8.高宮町、9.川瀨村、10.日夏村、11.安水村、12.豐鄉村、13.西甲良村、14.東甲良村、15.大瀧村、16.多賀村、17.久德村、18.芹谷村、19.脇畑村
（紫色：現屬彥根市、桃色：現屬多賀町、紅色：現屬甲良町、橙色：現屬豐鄉町）

- 1889年4月1日：實施町村制，犬上郡下設：彥根町（日语：彦根町）、北青柳村（日语：北青柳村）、磯田村（日语：磯田村）、南青柳村（日语：南青柳村）、福滿村（日语：福満村）、青波村（日语：青波村）、千本村（日语：千本村）、高宮村（日语：高宮町 (彦根市)）、川瀨村（日语：河瀬村）、日夏村（日语：日夏町）、安水村（日语：亀山村 (滋賀県)）、豐鄉村、西甲良村（日语：西甲良村）、東甲良村（日语：東甲良村）、大瀧村（日语：大滝村 (滋賀県)）、多賀村（日语：多賀村 (滋賀県)）、久德村（日语：久徳村 (滋賀県)）、芹谷村（日语：芹谷村）、脇畑村（日语：脇ヶ畑村）。（1町18村）
- 1890年8月16日：川瀨村改名為河瀨村（日语：河瀬村）。
- 1891年5月6日：北青柳村的松原地區分出設立為松原村（日语：松原町 (彦根市)）。（1町19村）
- 1892年6月25日：安水村改名為龜山村（日语：亀山村 (滋賀県)）。
- 1898年4月1日：實施郡制（日语：郡制），郡役所設於彥根町。
- 1912年9月10日：高宮村改制為高宮町（日语：高宮町 (彦根市)）。（2町18村）
- 1923年4月1日：廢除郡會和郡參事會。
- 1926年7月1日：廢除郡役所，此後郡不再作為行政區劃，只作為地名的表示。
- 1937年2月11日：彥根町、松原村、青波村、北青柳村、福滿村、千本村合併為彥根市[3]，並脫離犬上郡。（1町13村）
- 1941年11月3日：多賀村、久德村、芹谷村合併為多賀町。[4]（2町10村）
- 1942年6月10日：磯田村和南青柳村被併入彥根市。[3]（2町8村）
- 1950年4月1日：日夏村被併入彥根市。[3]（2町7村）
- 1955年4月1日：（3町3村）
  - 東甲良村和西甲良村合併為甲良町。[5]
  - 多賀町、大瀧村、脇畑村合併為新設立的多賀町。[4]
- 1956年9月30日：（3町1村）
  - 河瀨村和龜山村被併入彥根市。[3]
  - 豐郷村和愛知郡日枝村（日语：日枝村）合併為新設立的豐鄉村[6]，屬犬上郡。
- 1957年4月3日：高宮町被併入彥根市。[3]（2町1村）
- 1971年2月11日：豐鄉村改制為豐鄉町。（3町）

### 變遷表
| 1889年4月1日 | 1889年 - 1912年             | 1912年 - 1944年            | 1945年 - 1954年            | 1955年 - 1989年            | 1955年 - 1989年            | 1989年 - 現在              | 現在                       |
| ------------ | --------------------------- | -------------------------- | -------------------------- | -------------------------- | -------------------------- | -------------------------- | -------------------------- |
| 彥根町       | 彥根町                      | 1937年2月11日 合併為彥根市 | 彥根市                     | 彥根市                     | 彥根市                     | 彥根市                     | 彥根市                     |
| 北青柳村     | 北青柳村                    | 1937年2月11日 合併為彥根市 | 彥根市                     | 彥根市                     | 彥根市                     | 彥根市                     | 彥根市                     |
| 北青柳村     | 1891年5月6日 分出設立松原村 | 1937年2月11日 合併為彥根市 | 彥根市                     | 彥根市                     | 彥根市                     | 彥根市                     | 彥根市                     |
| 福滿村       |                             | 1937年2月11日 合併為彥根市 | 彥根市                     | 彥根市                     | 彥根市                     | 彥根市                     | 彥根市                     |
| 青波村       |                             | 1937年2月11日 合併為彥根市 | 彥根市                     | 彥根市                     | 彥根市                     | 彥根市                     | 彥根市                     |
| 千本村       |                             | 1937年2月11日 合併為彥根市 | 彥根市                     | 彥根市                     | 彥根市                     | 彥根市                     | 彥根市                     |
| 磯田村       | 磯田村                      | 1942年6月10日 併入彥根市   | 彥根市                     | 彥根市                     | 彥根市                     | 彥根市                     | 彥根市                     |
| 南青柳村     |                             | 1942年6月10日 併入彥根市   | 彥根市                     | 彥根市                     | 彥根市                     | 彥根市                     | 彥根市                     |
| 日夏村       | 日夏村                      | 日夏村                     | 1950年4月1日 併入彥根市    | 彥根市                     | 彥根市                     | 彥根市                     | 彥根市                     |
| 川瀨村       | 1890年8月16日 改名為河瀨村  | 1890年8月16日 改名為河瀨村 | 1890年8月16日 改名為河瀨村 | 1956年9月30日 併入彥根市   | 彥根市                     | 彥根市                     | 彥根市                     |
| 安水村       | 1892年6月25日 改名為龜山村  | 1892年6月25日 改名為龜山村 | 1892年6月25日 改名為龜山村 | 1956年9月30日 併入彥根市   | 彥根市                     | 彥根市                     | 彥根市                     |
| 高宮村       | 高宮村                      | 1912年9月10日 改制為高宮町 | 1912年9月10日 改制為高宮町 | 1957年4月3日 併入彥根市    | 彥根市                     | 彥根市                     | 彥根市                     |
| 西甲良村     | 西甲良村                    | 西甲良村                   | 西甲良村                   | 1955年4月1日 合併為甲良町  | 1955年4月1日 合併為甲良町  | 1955年4月1日 合併為甲良町  | 1955年4月1日 合併為甲良町  |
| 東甲良村     |                             |                            |                            | 1955年4月1日 合併為甲良町  | 1955年4月1日 合併為甲良町  | 1955年4月1日 合併為甲良町  | 1955年4月1日 合併為甲良町  |
| 大瀧村       | 大瀧村                      | 大瀧村                     | 大瀧村                     | 1955年4月1日 合併為多賀町  | 1955年4月1日 合併為多賀町  | 1955年4月1日 合併為多賀町  | 1955年4月1日 合併為多賀町  |
| 多賀村       | 多賀村                      | 1941年11月3日 合併為多賀町 | 1941年11月3日 合併為多賀町 | 1955年4月1日 合併為多賀町  | 1955年4月1日 合併為多賀町  | 1955年4月1日 合併為多賀町  | 1955年4月1日 合併為多賀町  |
| 久德村       |                             | 1941年11月3日 合併為多賀町 | 1941年11月3日 合併為多賀町 | 1955年4月1日 合併為多賀町  | 1955年4月1日 合併為多賀町  | 1955年4月1日 合併為多賀町  | 1955年4月1日 合併為多賀町  |
| 芹谷村       |                             | 1941年11月3日 合併為多賀町 | 1941年11月3日 合併為多賀町 | 1955年4月1日 合併為多賀町  | 1955年4月1日 合併為多賀町  | 1955年4月1日 合併為多賀町  | 1955年4月1日 合併為多賀町  |
| 脇畑村       |                             |                            |                            | 1955年4月1日 合併為多賀町  | 1955年4月1日 合併為多賀町  | 1955年4月1日 合併為多賀町  | 1955年4月1日 合併為多賀町  |
| 豐鄉村       | 豐鄉村                      | 豐鄉村                     | 豐鄉村                     | 1956年9月30日 合併為豐鄉村 | 1971年2月11日 改制為豐鄉町 | 1971年2月11日 改制為豐鄉町 | 1971年2月11日 改制為豐鄉町 |
| 愛知郡日枝村 |                             |                            |                            | 1956年9月30日 合併為豐鄉村 | 1971年2月11日 改制為豐鄉町 | 1971年2月11日 改制為豐鄉町 | 1971年2月11日 改制為豐鄉町 |